# Фрайзінг
Фрайзінг (нім. Freising) — місто в Німеччині, розташоване в землі Баварія. Підпорядковується адміністративному округу Верхня Баварія. Адміністративний центр району Фрайзінг.
Площа — 88,45 км2. Населення становить 48 872 ос. (станом на 31 грудня 2020). Місто розділено на 29 міських районів.

## Видатні особистості
- В крипті кафедрального собору зберігаються рештки християнського святого Корбініана Фрайзинського.

## Галерея

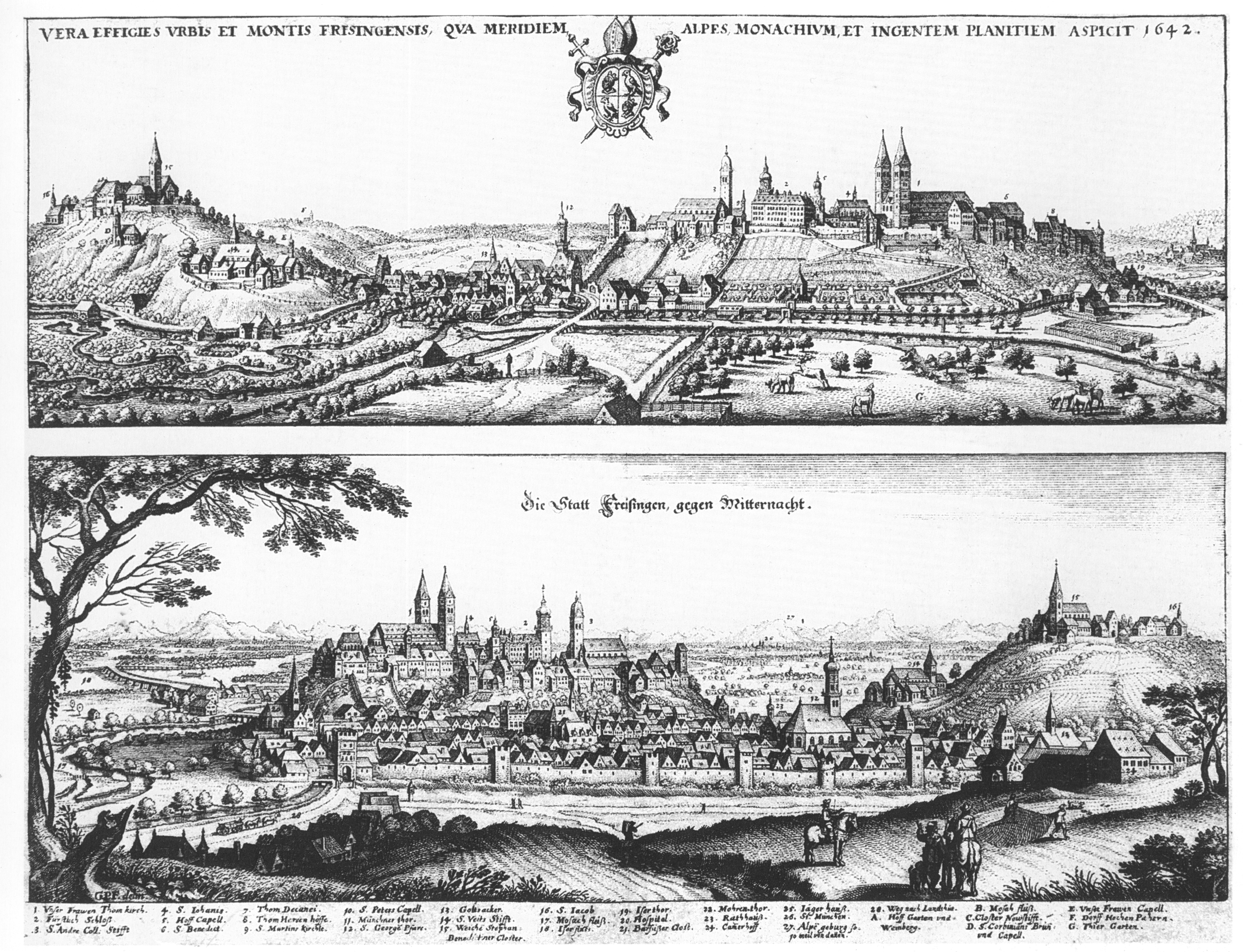
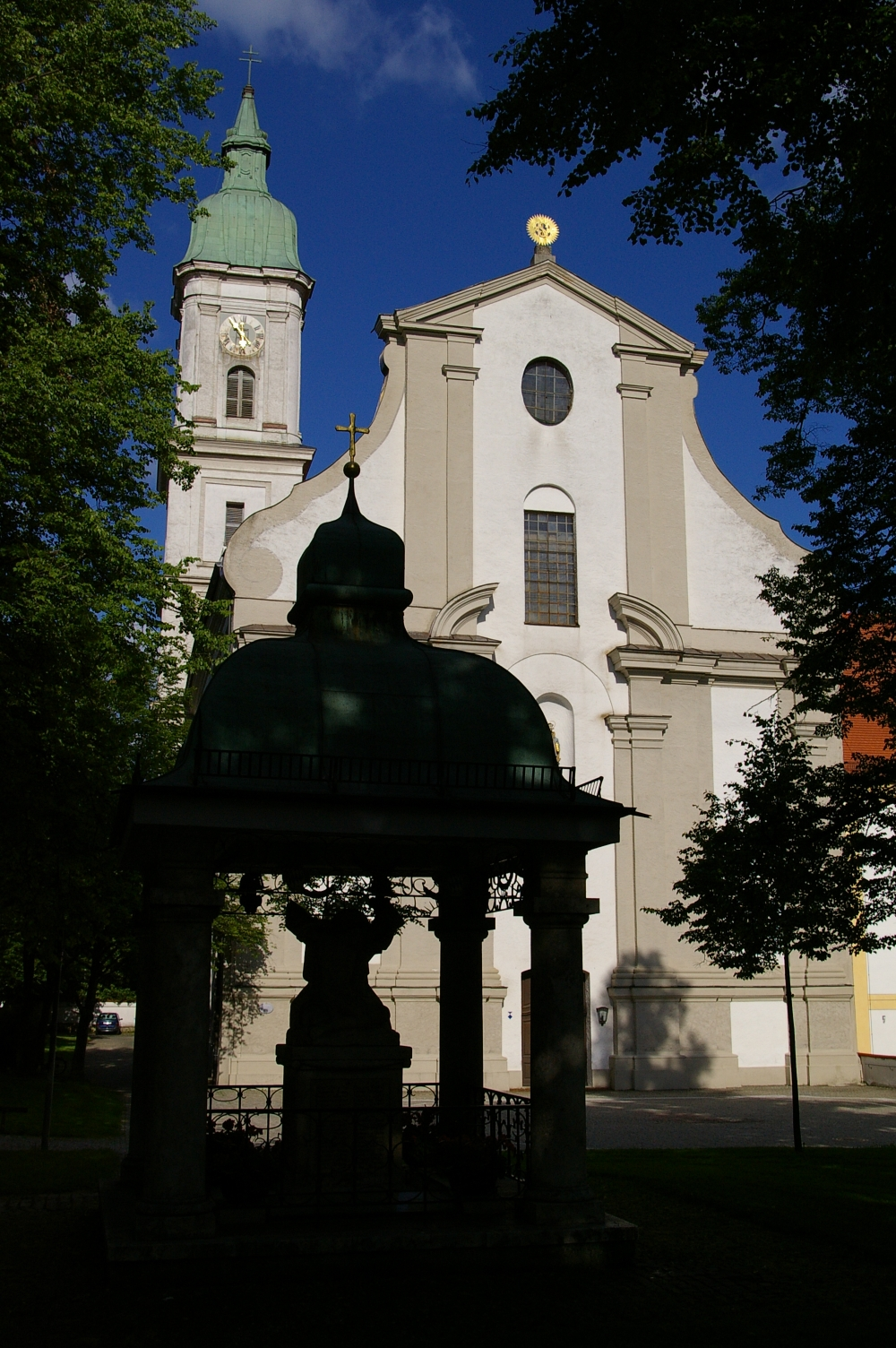
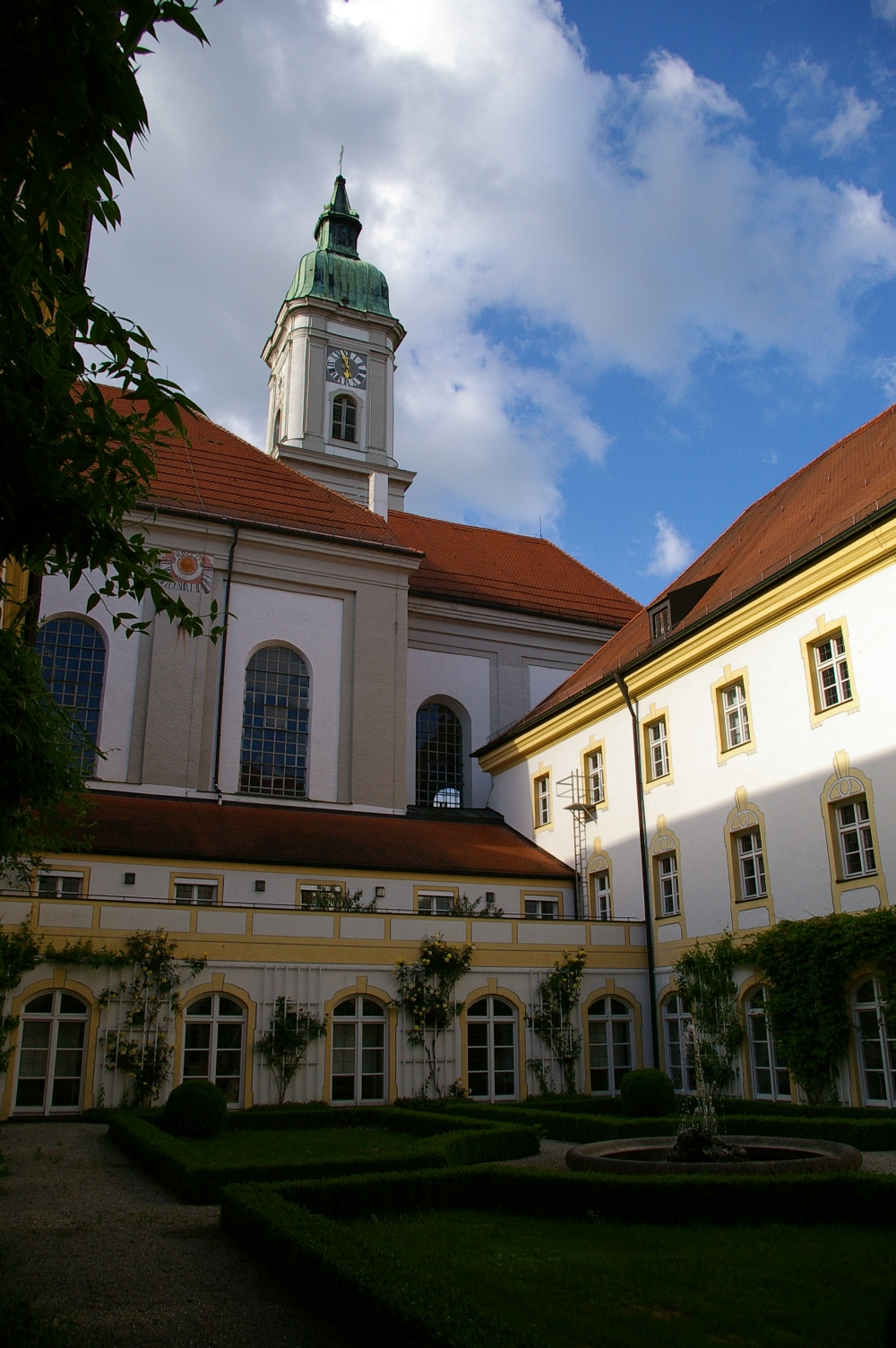
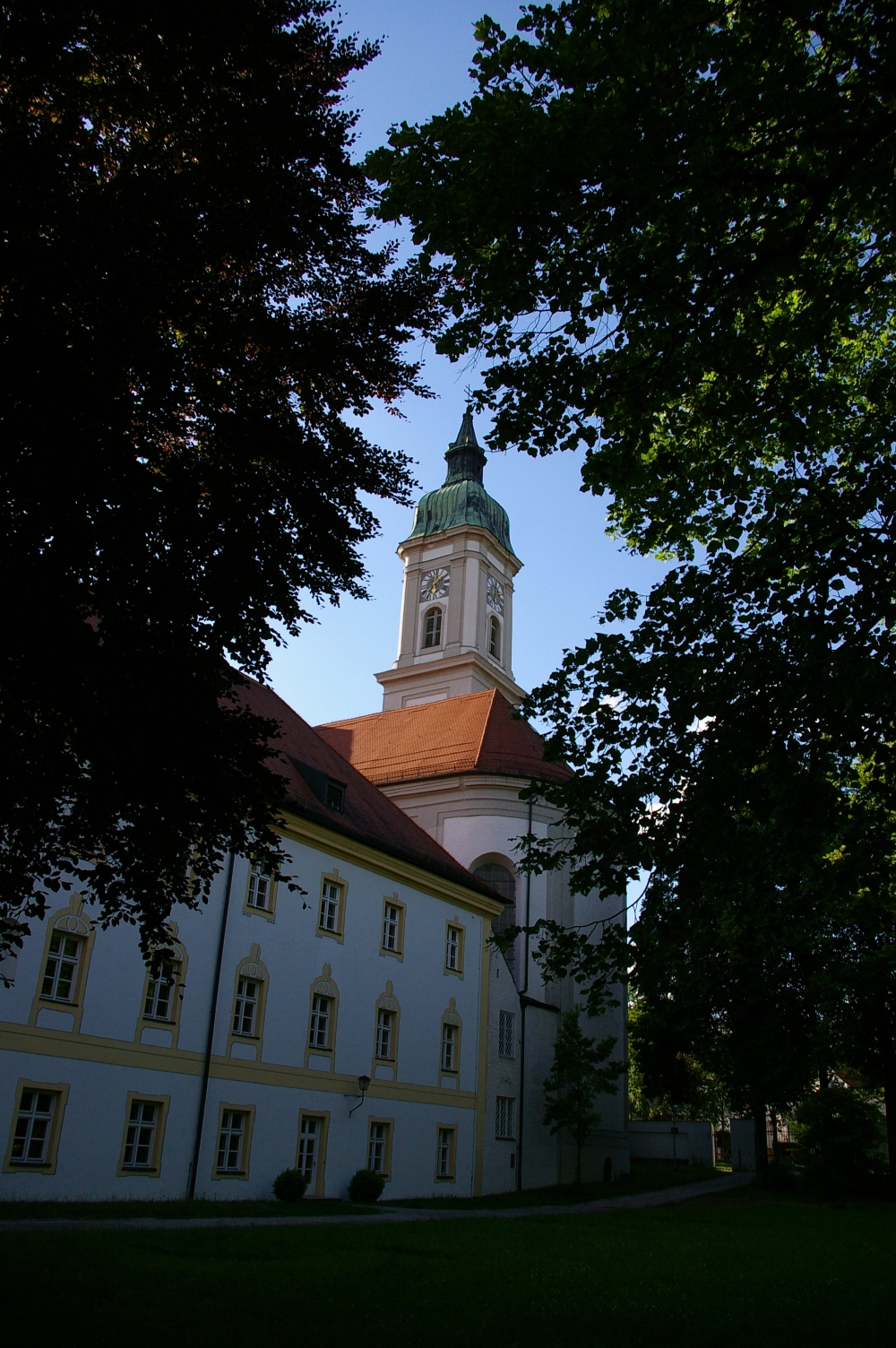
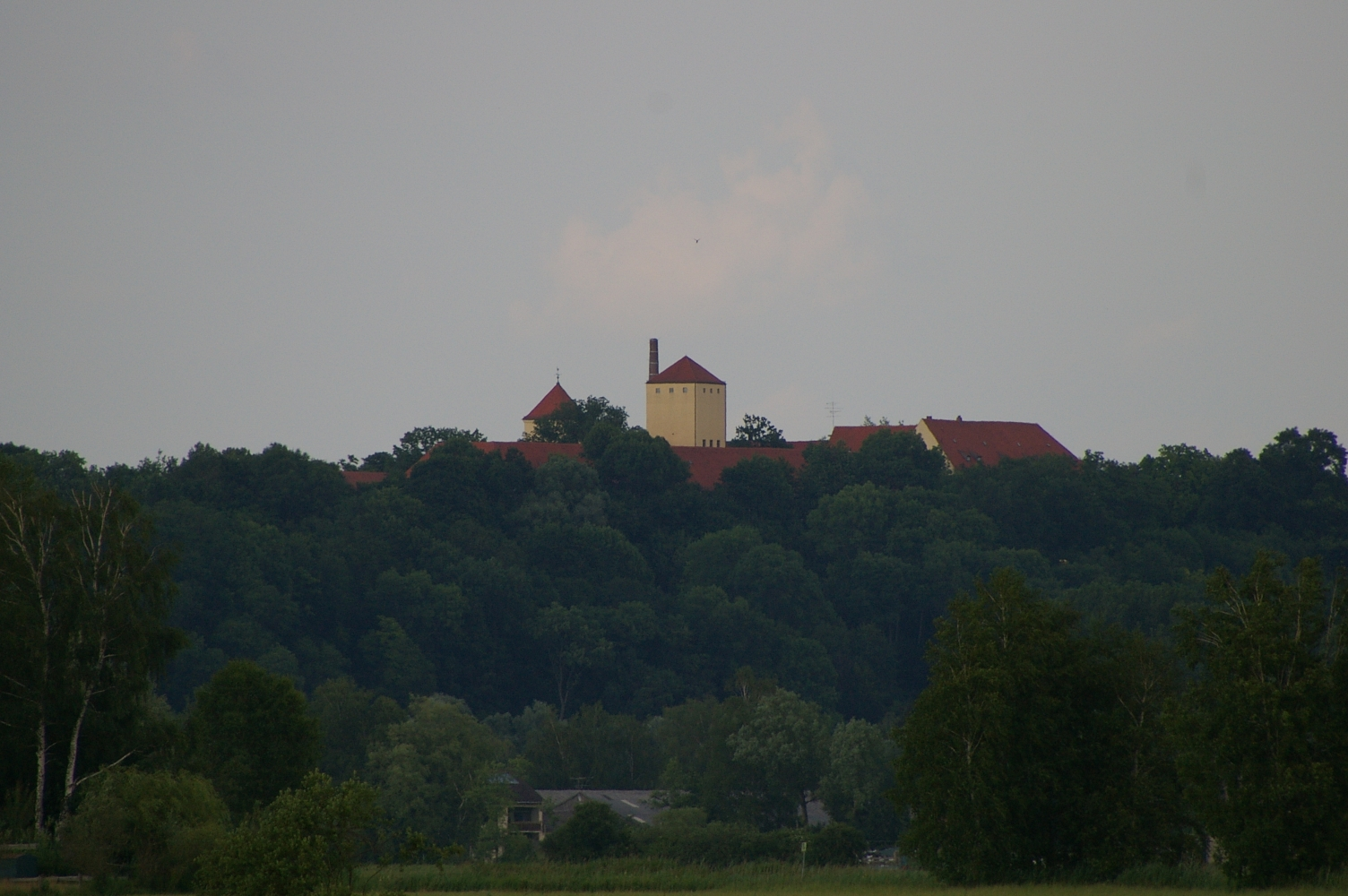